# Хован, Матуш
Матуш Хован (словац. Matúš Chovan; род. 14 февраля 1992, Чехословакия) — словацкий хоккеист, центральный нападающий. Выступает за ХК «Кошице» в Словацкой Экстралиге.

## Карьера
Воспитанник хоккейной школы ХК «Кошице». Выступал за ХК «46 Бардеев», ХК «Прешов», ХК «Кошице».
В чемпионатах Словакии — 48 матчей (4+5).
В составе молодёжной сборной Словакии участник чемпионата мира 2012.